# Pars-lès-Chavanges
Pars-lès-Chavanges ist eine französische Gemeinde mit 47 Einwohnern (Stand: 1. Januar 2022) im Département Aube in der Region Grand Est. Sie gehört zum Kanton Brienne-le-Château und zum Arrondissement Bar-sur-Aube. 

## Lage
Sie ist umgeben von folgenden Nachbargemeinden:
| Balignicourt | Saint-Léger-sous-Margerie                   |                                            |
|              | Kompassrose, die auf Nachbargemeinden zeigt | Chavanges                                  |
| Braux        | Yèvres-le-Petit                             | Montmorency-Beaufort, Courcelles-sur-Voire |

## Siehe auch

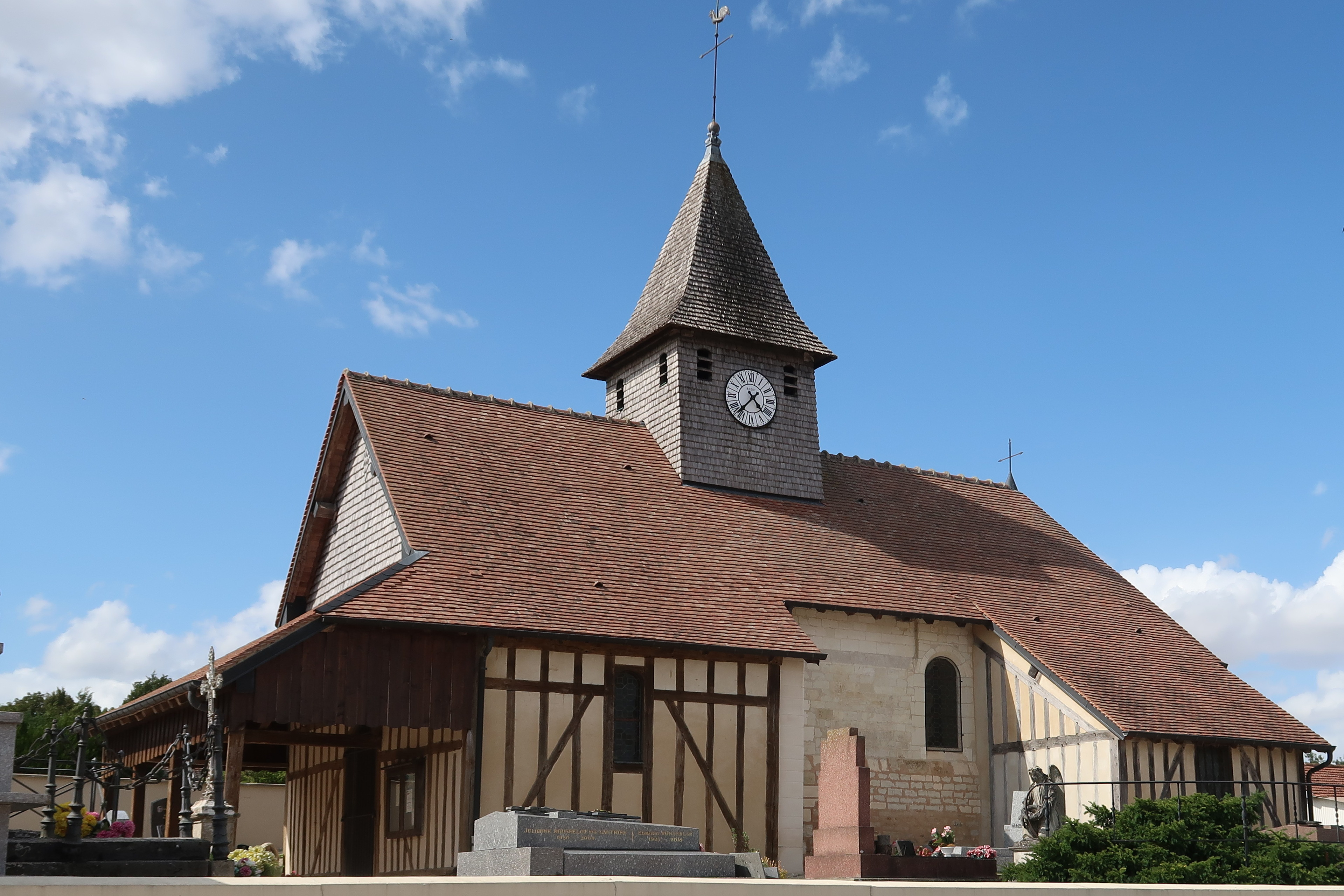
Kirche Saint-Hubert, Monument historique seit 1988

## Bevölkerungsentwicklung
| Jahr                      | 1962 | 1968 | 1975 | 1982 | 1990 | 1999 | 2008 | 2016 |
| ------------------------- | ---- | ---- | ---- | ---- | ---- | ---- | ---- | ---- |
| Einwohner                 | 114  | 102  | 107  | 88   | 80   | 70   | 70   | 66   |
| Quelle: Cassini und INSEE |      |      |      |      |      |      |      |      |